# 滴蜡

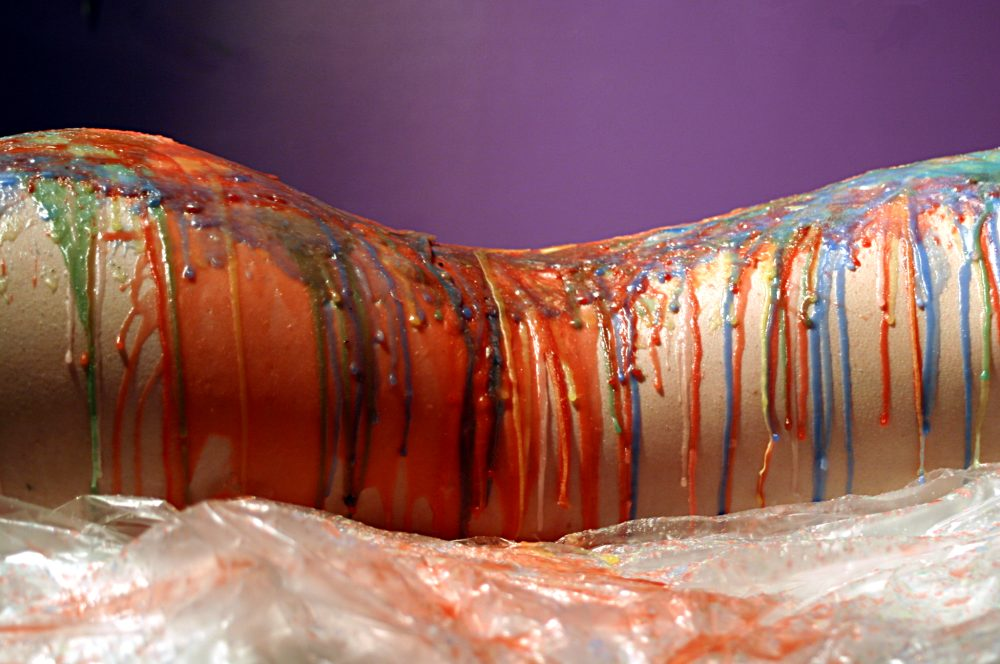
滴蠟

滴蠟是性虐恋行為的一種。指將燒熱融化的蠟燭滴在受虐者的臉部、手部、腿部、臀部、舌头或性器官，使其痛苦，施虐者借此得到心理滿足。為了避免使受虐者受傷，需要較高的技巧，蠟燭距離受虐者一般較遠；現在則多採用低溫蠟燭，「低溫蠟燭」的熔點溫度較一般蠟燭為低，較不容易灼傷皮膚。
不過滴蠟有傷身風險，在香港就出現過因蠟太高溫而令皮膚灼傷的新聞報道。